# Tough Love (DJ-Duo)
Tough Love ist ein britisches DJ- und Produzenten-Duo, bestehend aus den Londoner Musikern Alex Prinzivalli und Stefan O’Brien. Es wurde 2011 gegründet und ist bekannt für seine tanzbare House-Musik mit starken Bässen.

## Musiker
Tough Love veröffentlicht vor allem Remixe, unter anderem von Songs der Künstler Alexa Goddard, Meghan Trainor, Le Youth, Shift K3Y, Craig David, Jamiroquai und Jess Glynne. Mit der Single Lonely Highway gewannen sie bei den 2014 Bass Music Awards. Ihr bisher größter Erfolg war der Track So Freakin' Tight, der 2015 auf Platz 11 der UK-Charts gelangte, gefolgt von Pony (Jump on It) mit Platz 39 im gleichen Jahr.

## Produzenten
2012 gründeten Prinzivalli und O’Brien das Imprint-Label „Get Twisted“ (Teil der Island-Records-Gruppe), mit dem sie unter anderem Musik von Roger Sanchez, Todd Terry, Amine Edge & DANCE, Purple Disco Machine und Hannah Wants herausbrachten.

## Diskografie

### EPs
- 2013: Fake Faces
- 2016: Dlnw

### Singles
- 2014: Dreams
- 2015: So Freakin’ Tight
- 2015: Pony (Jump On It) (feat. Ginuwine)
- 2015: What You Need Is Me
- 2016: Touch
- 2016: Friday Night
- 2016: Like I Can
- 2016: Hold On
- 2017: Dopamine
- 2017: Like a Drug
- 2017: Animal
- 2017: Lose My Mind
- 2017: Closer to Love